# 히로노역 (효고현)
히로노역(일본어: 広野駅, ひろのえき 히로노에키[*])은 일본 효고현 산다시에 위치한 서일본 여객철도의 역이다.
덧붙여 후쿠치야마 선은 히로노 역 이북의 역부터 서일본 여객철도 후쿠치야마 지사 관할이 되며 인접한 신산다역 이남 각 역은 오사카 지사 관할이 된다. (다만 지령 상의 경계 역은 신산다역이다.)

## 역 구조
단식·섬식 승강장이 혼합된 2면 3선의 지상역이다. 원칙적으로 하행선은 1번선, 상행선은 2번선을 사용한다. 다만 2번선에 입선하는 하행선 열차, 3번선에 입선하는 상행 열차가 오전 9시대에 각각 1편씩 존재한다.
이코카 및 제휴 교통카드의 사용이 가능하다.

### 승강장
| 1 | ■ JR 다카라즈카 선   | 사사야마구치 · 후쿠치야마 방면           |
| 2 | ■ JR 다카라즈카 선   | 산다 · 다카라즈카 방면                   |
| 3 | ■ JR 다카라즈카 선） | 산다·다카라즈카 방면 (하루에 1편만 이용) |

## 역사
- 1899년 3월 25일: 한카쿠 철도 산다 ~ 사사야마구치 간 개통과 동시에 개업.
- 1907년 8월 1일: 국유화에 따라 일본국유철도 소속이 되었다.
- 1909년 10월 12일: 노선 명칭 제정에 따라 한카쿠 선의 일부가 되었다.
- 1912년 3월 1일: 노선 명칭 개정에 따라 한카쿠 선의 후쿠치야마 선 이남이 후쿠치야마 선으로 개칭되어 그 일부가 되었다.
- 1987년 4월 1일: 민영화에 의해 서일본 여객철도의 소속이 되었다.
- 2003년 11월 1일: 이코카의 사용이 개시되었다.

## 인접정차역
| 서일본 여객철도 후쿠치야마 선 | 서일본 여객철도 후쿠치야마 선 | 서일본 여객철도 후쿠치야마 선 |
| ----------------------------- | ----------------------------- | ----------------------------- |
| 신산다 오사카 방면            | ■ JR 다카라즈카 선            | 아이노 후쿠치야마 방면        |